# Uncasville

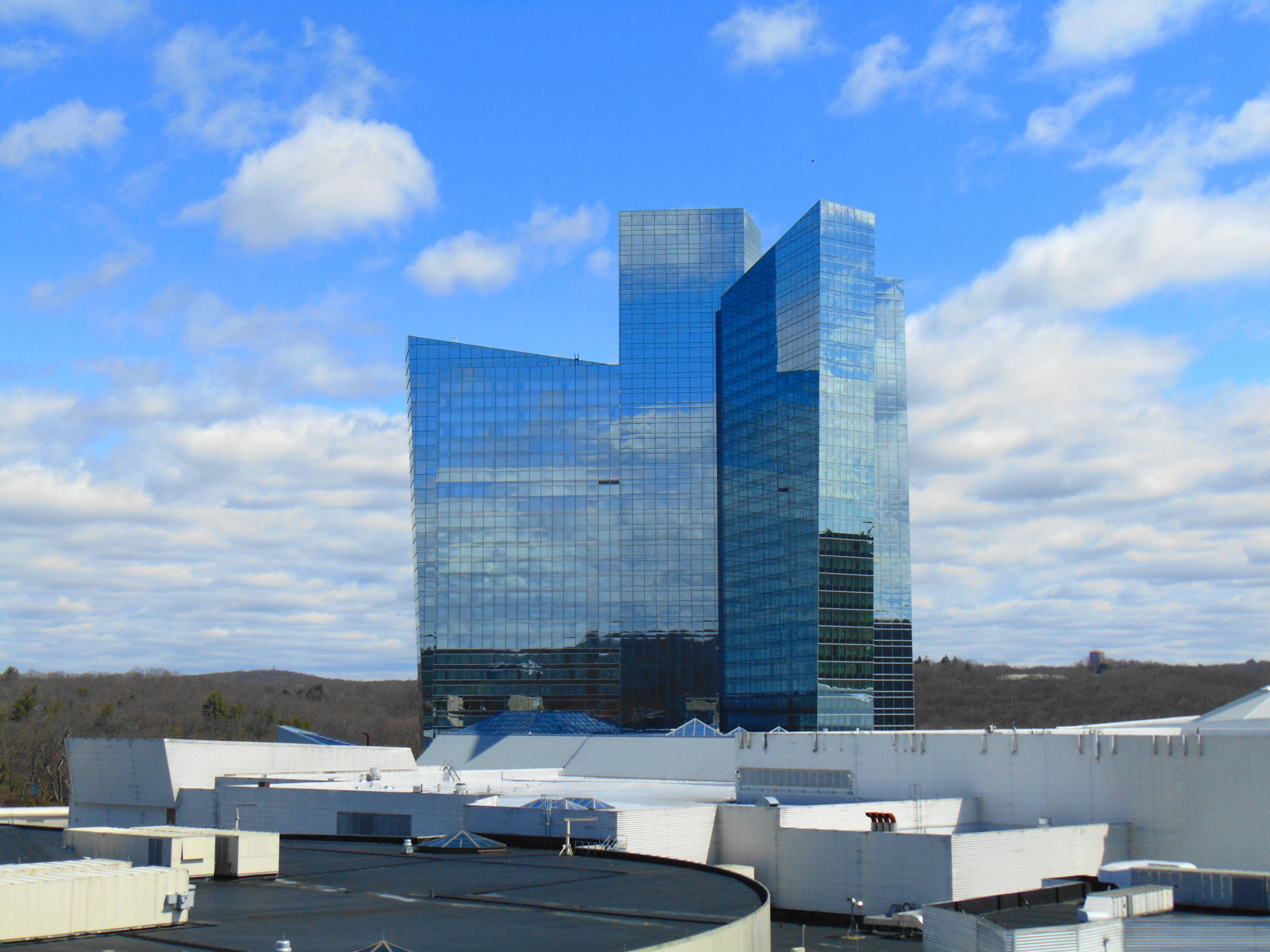
Das Mohegan Sun Casino

Uncasville ist ein Bezirk der Stadt Montville, Connecticut in den USA.

## Geografie und Einwohner
Das Areal befindet sich an der Mündung des Oxoboxo River und an der Seite des Thames River. Der komplette Ostteil der Ortschaft befindet sich an der Westküste des Thames-Flusses. Uncasville besitzt die Postleitzahl 06382. Seit 1994 residiert die Mohegan Indian Tribe geschützt in dem Ortsteil und erwarb kostenloses Land zurück, welches vom Staat Connecticut eigenmächtig ergriffen wurde. Die Einwohner errichteten prominente Bauwerke der Moderne in Uncasville.

## Attraktionen
Uncasville ist vor allem für das Mohegan Sun Casino bekannt. Es ist mit einer Fläche von 23.000 Quadratmetern eines der größten Spielkasinos der Welt und existiert seit 1996. Der Gebäudekomplex verfügt neben den Spielbereichen auch über ein 5-Sterne-Hotel sowie Theater und mehr als 20 Restaurants und Bars sowie Nachtklubs. Die Mohegan Sun Arena at Uncasville ist eine bekannte Mehrzweckhalle für Konzerte und Sportveranstaltungen und zieht ebenfalls mehrere Tausende Besucher pro Jahr in das Viertel.

## Persönlichkeiten
- Stephanie Fielding, Mohegan-Pequot-Aktivistin